# マイ・ブルー・ヘブン (映画)
『マイ・ブルー・ヘブン』（My Blue Heaven）は、1990年のアメリカ合衆国のコメディ映画。ハーバート・ロス監督、ノーラ・エフロン脚本、スティーヴ・マーティン、リック・モラニス、ジョーン・キューザック、メラニー・メイロン、ビル・アーウィン、キャロル・ケイン出演。スティーヴ・マーティンとリック・モラニスの3回目の共演作である。
撮影は主にカリフォルニア州のサンルイスオビスポとその周辺地域で行われた。いくつかのシーンはサンディエゴで撮影された。本作のタイトルは同名の歌から取られており、ファッツ・ドミノによる録音が本作のテーマソングとして使用されている。

## ストーリー
証人保護プログラムを受けることになったマフィアファミリーのヴィニー・アントネッリとその妻リンダはFBI捜査官のバーニー・クーパースミスに連れられ田舎にある新しい住居へと向かい、そこでヴィニーはトッド・ウィルキンソンという新しい名前も与えられる。しかしリンダはヴィニーに愛想を尽かし家を出て行く。ひと仕事終えたバーニーは共に住居詐欺に関する書類書きに追いやられた同僚のカービィと雑談をしながら本部に行き、自信満々にボスのアンダーウッドに報告をするが裁判で証言させるまでが仕事だと注意される。そしてバーニーとカービィは退屈な書類処理作業に取り掛かるが、刺激が欲しいバーニーとかつて捜査の最前線にいたカービィはおとり捜査に参加することを夢見ていた。帰宅したバーニーは妻でセラピストのマーガレットが患者でメジャーリーガーのウォーリー・バンティングと不倫しているのを知る。さらに静かすぎる街とルールに厳しいバーニーに嫌気が差した彼女が、2軍落ちしたウォーリーと一緒にウィチタへ行くことを聞かされる。
一般市民としての生活に慣れないヴィニーは犯罪行為に手を染め続け、ついに自動車の窃盗で逮捕される。事件を担当する地方検事補のハンナ・スタブスはヴィニーと面会し、屁理屈を並べて無罪を主張する彼に追及を続ける。そこに知らせを聞いたバーニーが訪れ、ヴィニーを告訴するというハンナに彼が証人保護プログラムにより保護されていることを話し連れ帰ろうとする。だがこの街の正義を守ろうとするハンナはそんなことは関係ないとバーニーに抗議するが、近日開かれる大きな裁判での証言を控えていると彼は一歩も譲らない。バーニーと罵り合うハンナだったが、結局ヴィニーは自由の身となる。感謝祭のため子供たちを元夫ウィルの実家に行かせたハンナは孤独感からやけ酒をし、子どもが飼っている亀をディスポーザーに流してしまう。
ある日バーニーはカービィに巻き込まれる形で、カービィがバーで見かけたというカード詐欺を企んでいる不審な男の犯罪を暴くため2人だけでおとり捜査をするが、その男の正体はヴィニーだった。彼はスーパーに買い物に来ていたハンナに話しかけペットショップまで着いて行く。そこでハンナは代わりの亀を買い、ヴィニーは犬を買うと言って店に残る。ペットショップの主人ビリー・スパロウはヴィニーの旧友で、2人は近況を話し合う。話を終え店から出てきたヴィニーを待ち構えていたバーニーは彼をバーに連れて行き、カード詐欺をしたら証言に信憑がなくなるためこれ以上犯罪行為をせずに大人しくしているよう釘を刺す。その後同じく証人保護プログラムを受けている仕事仲間たちと会食したヴィニーは、彼らから生活が保証されるのは証言の日までだと聞かされ仲間と共に裏稼業を再開する。

## キャスト
| 役名                                   | 俳優                       | 日本語吹替 |
| -------------------------------------- | -------------------------- | ---------- |
| ヴィンセント・”ヴィニー”・アントネーリ | スティーヴ・マーティン     | 富山敬     |
| バーニー・クーパースミス               | リック・モラニス           | 山寺宏一   |
| ハンナ・スタブス                       | ジョーン・キューザック     | 土井美加   |
| クリスタル・ライバック                 | メラニー・メイロン         | 井上喜久子 |
| カービィ                               | ビル・アーウィン           | 江原正士   |
| シャルディーン                         | キャロル・ケイン           | 向井真理子 |
| ビリー・スパロウ                       | ウィリアム・ヒッキー       | 北村弘一   |
| リンダ                                 | デボラ・ラッシュ           | 小宮和枝   |
| ウィル・スタブス                       | ダニエル・スターン         | 小野健一   |
| ジェイミー                             | ジェシー・ブラッドフォード | 亀井芳子   |
| トミー                                 | コーリー・キャリアー       | 深雪さなえ |
| ウンベルト・メロ                       | セス・ジャッフェ           | 菅原淳一   |
| リロ・メロ                             | ロバート・ミランダ         | 小野健一   |
| アンダーウッド                         | エド・ローター             | 中庸助     |
| ヴィニーの母                           | ジュリー・ボヴァッソ       | 斉藤昌     |
| マーガレット・スノー・クーパースミス   | コリーン・キャンプ         | さとうあい |
| ウォーリー・バンティング               | ゴードン・カリー           | 桜井敏治   |
| ディーノ                               | レイモンド・オコナー       | 峰恵研     |
| ニッキー                               | トロイ・エヴァンス         | 稲葉実     |
| ロッコ                                 | ディック・ボセリ           | 西村知道   |
| リッチー                               | ロン・カラバツォス         | 増岡弘     |
| スーパー店員                           | デューク・ストラウド       | 稲葉実     |

## スタッフ
- 監督：ハーバート・ロス
- 脚本：ノーラ・エフロン
- 製作：ハーバート・ロス、アンシア・シルバート（英語版）
- 製作総指揮：ノーラ・エフロン、ゴールディ・ホーン、アンドリュー・ストーン
- 撮影監督：ジョン・ベイリー
- プロダクションデザイナー：チャールズ・ローゼン
- 編集：ロバート・M・ライターノ、スティーヴン・A・ロッター（英語版）
- 衣裳デザイン：ジョセフ・G・オーリシ（英語版）
- 音楽：アイラ・ニューボーン
- 日本語字幕：川本燁子
- 吹替翻訳：石原千麻
- 吹替演出：藤山房伸
- 吹替録音：ニュージャパン・スタジオ
- 吹替製作：ワーナー・ホーム・ビデオ、ACクリエイト
- 吹替プロデューサー：小川政弘

## 使用楽曲
- "私の青空"
  - 作曲：ウォルター・ドナルドソン、作詞：ジョージ・A・ホワイティング、歌：ファッツ・ドミノ
- "サーフィン・U.S.A.（英語版）"
  - 作：チャック・ベリー/ブライアン・ウィルソン、歌：ザ・ビーチ・ボーイズ
- "ストレンジャー・イン・パラダイス"
  - 作：ロバート・ライト（英語版）/ジョージ・フォレスト（英語版）、歌：トニー・ベネット
- "I Can't Help Myself"
  - 作：ブライアン・ホーランド（英語版）/ラモント・ドジャー（英語版）/エディ・ホーランド、歌：ビリー・ヒル（英語版）
- "ボーイ・フロム・ニューヨーク・シティ（英語版）"
  - 作：ジョン・テイラー/ジョージ・デイヴィス、歌：アド・リブズ（英語版）
- "ニューヨーク・ニューヨーク"
  - 作：フレッド・エブ（英語版）/ジョン・カンダー（英語版）
- "私を野球に連れてって"
  - 作：アルバート・フォン・ティルザー（英語版）/ジャック・ノーワース
- "星条旗"
  - 歌：アメリカ海兵隊バンド（英語版）